# Drögmöller
Drögmöller — немецкий производитель автобусных кузовов из города Хайльбронна (Heilbronn). Фирма основана 1 июля 1920 года. Основатель — Gotthard Drögmöller. Долгое время для своей продукции фирма использовала шасси и двигатели Mercedes-Benz. В 80-х годах изготовлялось всего по 90 автобусов в год, они носили название Comet, miniComet, EuroComet, SuperComet.
С 1994 года фирма Drögmöller была приобретена Volvo Bus Corporation и переименована в Volvo Busse Deutschland GmbH. С этого момента происходит постепенная замена старых моделей новыми, строящимися уже на автобусных шасси Volvo. В 1995 году начинается выпуск автобуса Volvo B12-500, в 1995 за ним следует Volvo B12-600. В 1996 туристический автобус Volvo B12-600 завоёвывает престижный европейский титул «Coach of the Year 1996».
В 2001 году появился новый автобус Volvo 9900 с кузовом Drögmöller. Производство автобусов было закрыто в 2005 году.
В настоящее время Volvo Busse Deutschland GmbH продолжает существовать как представительство Volvo Bus Corporation в Германии и занимается продажей и обслуживанием автобусов марки Volvo на немецком рынке.